# Giorgio Fenoaltea
Giorgio Fenoaltea (Roma, 19 gennaio 1902 – Roma, 5 febbraio 1974) è stato un politico italiano.